# Palazzo del Governo (Livorno)
Il palazzo del Governo è un vasto edificio in stile razionalista che si innalza nel centro di Livorno, in piazza Unità d'Italia.

## Storia
L'intervento per la costruzione del palazzo del Governo si inserisce nel più ampio piano di risanamento del centro storico avviato a partire dagli anni trenta del Novecento e che prevedeva massicce demolizioni per far posto a nuovi edifici; mentre nella zona del duomo l'intervento si limitò alla conservazione di alcuni fabbricati, la zona antistante alla Fortezza Vecchia venne completamente ridisegnata, con l'inserimento del suddetto palazzo, che originariamente avrebbe dovuto essere circondato da altri due fabbricati, uno dei quali sormontato da una torre littoria.
Tale piano venne tuttavia sospeso a causa dell'inadeguatezza delle proposte e finalmente si richiese l'intervento di Marcello Piacentini. Il 17 marzo 1936 il ministero dei lavori pubblici avviò pertanto un concorso per il progetto di massima. Successivamente la stessa commissione decretò una seconda gara fra i tre progetti prescelti sui tredici inizialmente partecipanti; il verdetto finale premiò quello proposto dall'architetto Alberto Legnani e dall'ingegner Armando Sabatini.
Il progetto venne finalmente approvato il 24 luglio 1937 ed il 4 novembre successivo fu dato inizio alla demolizione degli edifici che insistevano sull'area, tra i quali si ricorda il vecchio Bagno dei forzati, ampiamente trasformato nel 1908 e sede dell'ospedale pubblico fino all'apertura degli Spedali Riuniti.
I disegni esecutivi, lievemente variati rispetto a quelli di concorso, vennero approntati dai progettisti tra il settembre e l'ottobre del 1938: i lavori di costruzione furono avviati poco dopo e conclusi, per il rustico, nell'inverno del 1939. Il 15 marzo del 1940 venne stipulato il contratto per il secondo stralcio dei lavori ed il 10 novembre del 1941 quello per l'esecuzione del grande bassorilievo in travertino da porsi in facciata; il 7 maggio del 1942, infine, venne redatta la convenzione per le opere e le finiture interne, che furono ultimate entro l'anno.
Per la costruzione della piazza antistante dal 1942 si procedette alla demolizione della chiesa greco-ortodossa della Santissima Trinità e della chiesa di Sant'Antonio; in ogni caso, la piazza assunse l'attuale conformazione solo nel dopoguerra, con la costruzione di nuovi edifici, come il  Palazzo del Portuale, e la collocazione della statua equestre di Vittorio Emanuele II, opera di Augusto Rivalta (1892), proveniente dalla vicina piazza Grande.
Danneggiato dai bombardamenti aerei della seconda guerra mondiale, oggi l'edificio ospita gli uffici della Prefettura, della Questura e dell'Archivio di Stato.

## Descrizione

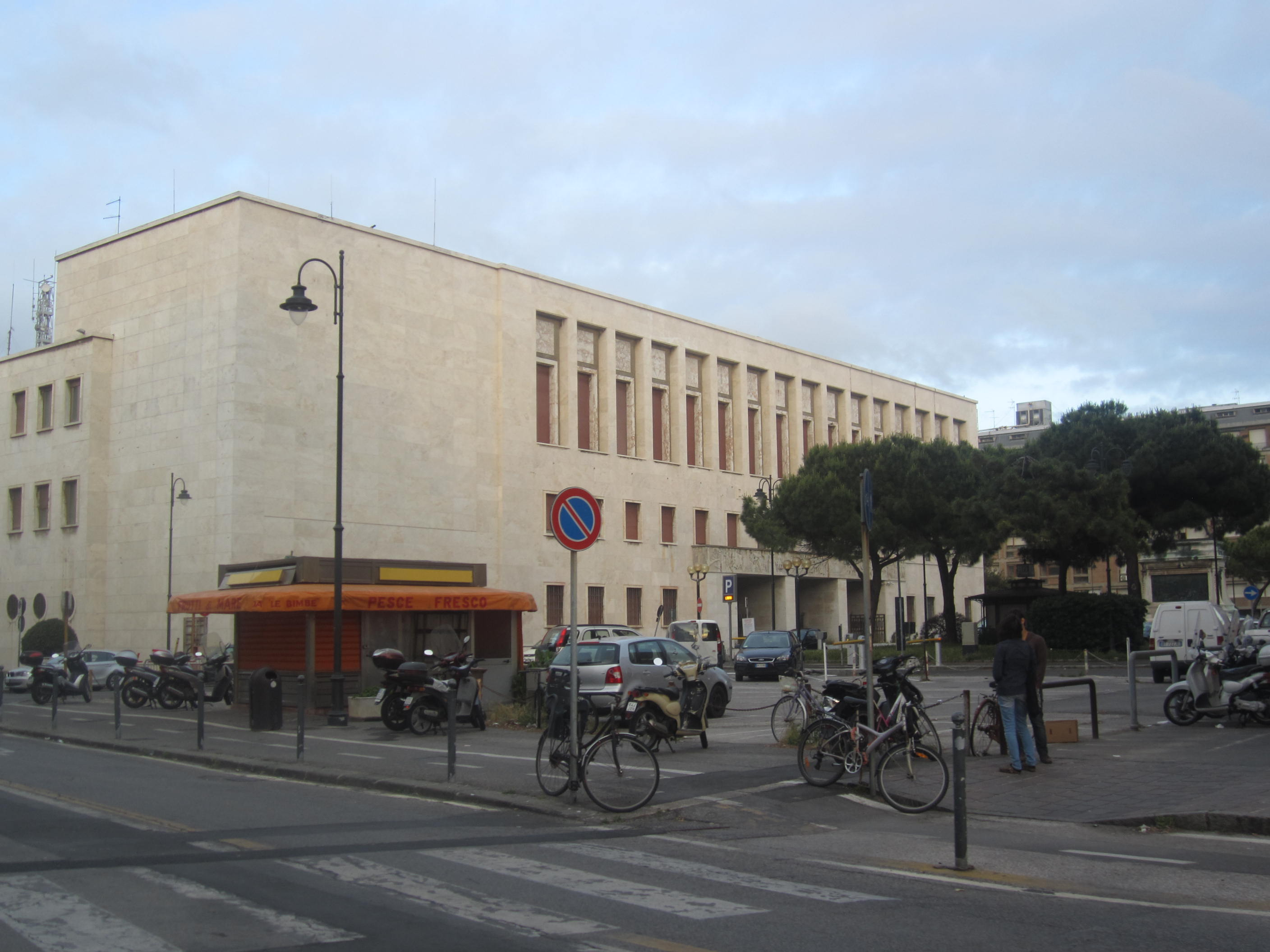
Veduta del palazzo

Il complesso è situato all'interno del centro storico, a breve distanza dal Porto Mediceo, sul quale avrebbe dovuto direttamente affacciarsi tramite un'ampia piazza a mare.
Il palazzo, caratterizzato da una volumetria compatta sviluppata su due piani fuori terra, si articola attorno ad un sistema a tre corti, la maggiore delle quali è servita direttamente dal grande accesso del fronte principale, ed è connotato da un sobrio lessico razionalista, laddove le ritmiche aperture di forma quadrata, rettangolare e circolare si stagliano nettamente nella bianca cortina del paramento in pietra artificiale con graniglia di travertino.
Il fronte principale, rivolto verso il mare, è simmetrico nell'impaginato delle aperture e serrato, a nord, da un puro volume cieco ed emergente nella visione d'angolo, al cui interno sono situate le celle di sicurezza: esso è connotato al piano terra da un ampio portale tripartito e sovrastato da un fregio a bassorilievo ai cui fianchi ed al di sopra del quale si dispongono semplici finestre rettangolari.
L'ultimo piano è invece differenziato una teoria di sedici finestre a sviluppo verticale (la cui altezza è il doppio di quelle dei piani sottostanti) riquadrate da una cornice in travertino ed inserite all'interno di una nicchia in cui risalta, al di sopra della finestra, una lastra di marmo di forma quadrata.
Il fronte settentrionale, presso la chiesa di San Giovanni è rigorosamente asimmetrico e si differenzia per la maggior articolazione dei volumi (uno dei quattro corpi che lo compongono è ad un solo piano) e delle aperture; al piano terra uno pseudoportico esapartito, con due sole aperture, è circondato da tre oblò e sovrastato ai due piani sovrastanti da semplici finestre rettangolari; all'ultimo piano uno dei quattro nuclei è caratterizzato da una griglia di luci rettangolari ed infine il nucleo d'angolo con via della Banca propone una partitura di luci quadrate dalla quale risalta, con contenuta aulicità, il grande accesso alla Questura.
Questo, fronteggiato da due rampe di scale, è caratterizzato su ambedue i lati da due puri e slanciati portali che riquadrano un grande bassorilievo in travertino sovrastante la porta di ingresso, ai cui lati si dispongono tre oblò; il rimanente fronte è scandito dal semplice ritmo di sei finestre per piano.
Il lato meridionale invece riprende il tema della facciata principale, con i finestroni rettangolari chiusi all'interno di grandi cornici, mentre, nella parte posteriore si avverte una maggiore articolazione spaziale, con l'accostamento dei diversi volumi presso via della Banca.
L'interno è organizzato attorno ad un sistema di corridoi sui quali si affacciano, su ambedue i lati, le porte di accesso ai diversi uffici; le scale di accesso ai vari piani sono disposte agli angoli dell'impianto o, nel caso di quella di rappresentanza, al centro della corte maggiore e del fronte verso mare.
Al piano terra sono localizzati i locali della Questura (uffici, dirigenza, archivio, celle di sicurezza); al piano primo quelli della Prefettura (uffici, dirigenza, gabinetto del Prefetto, archivi) e della Questura (ala est, archivio di gabinetto e Questore); al secondo piano l'archivio di Stato ed alcuni servizi della Prefettura: gli alloggi di rappresentanza, del Prefetto, del personale ed infine il centro comunicazioni.
A seguito dei bombardamenti della seconda guerra mondiale, che hanno causato seri danni all'immobile, molti dei materiali originali (pavimenti, finiture e decorazioni) sono andati distrutti o spogliati: non vi è più alcuna traccia ad esempio dei pavimenti a lastre di marmo, alla veneziana con marmo bianco di Carrara ed a bullettonato di cui si parla in un vecchio capitolato, così come del busto marmoreo in onore di Costanzo Ciano dello scultore Ugo Nicolai (non si ha tuttavia la certezza che tutto ciò sia stato effettivamente messo in opera o realizzato).
Il fronte principale mostra oggi un bassorilievo, con episodi di storia locale, realizzato negli anni cinquanta.

## Fortuna critica

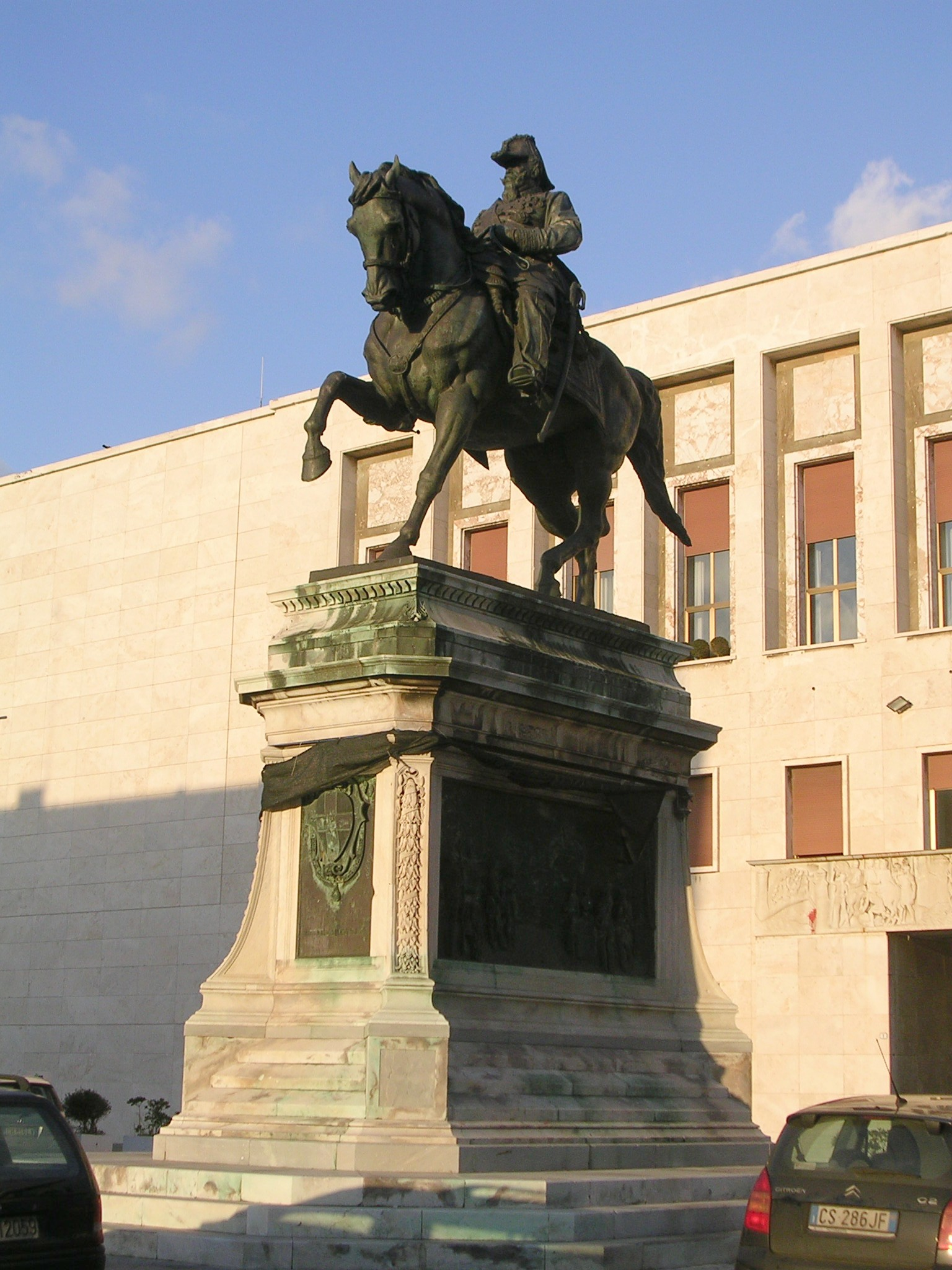
Il monumento a Vittorio Emanuele II e, dietro, il Palazzo del Governo

L'edificio, indubbiamente uno degli interventi più interessanti nel panorama livornese tra le due guerre, è pressoché ignorato dalla critica architettonica: unici giudizi rintracciabili sono quelli di Paniconi (1937) e di Matteoni (2003).
Il primo, dalle pagine della piacentiniana "Architettura", ne loda lo stile al contempo moderno, funzionale e austero nella sua equilibrata modernità.
Matteoni invece ne sottolinea la valenza urbanista e comunicativa, sottolineando il rapporto della facciata con la piazza aperta verso il mare ed inoltre analizzando la complessa articolazione spaziale del fabbricato.